# Беринговский район
Беринговский район — бывшие административно-территориальная единица (район) и муниципальное образование (муниципальный район)  на востоке Чукотского автономного округа России.
Район был образован в 1957 году.
Административный центр — пгт Беринговский, до 2000 года райцентр находился в располагавшемся западнее пгт Нагорный, который в 2000 году был упразднён и включён в черту пгт Беринговский.
Площадь района — 37,9 тыс. км².
Население района в 2006 году составляло 2 782 человек, из которых 40 % составляли чукчи. Основные населённые пункты — пгт Беринговский, сёла Алькатваам, Мейныпильгыно и Хатырка.
Промышленность была представлена угледобычей (доминировала), энергетикой, пищевой промышленностью, сельское хозяйство — оленеводством. Присутствовала узкоколейная железная дорога связывающая посёлок Нагорный с поселком Беринговским, использовалась как путь доставки угля в порт.

## Демография
| Численность населения | Численность населения | Численность населения | Численность населения | Численность населения | Численность населения | Численность населения | Численность населения |
| 1959                  | 1970                  | 1979                  | 1989                  | 2002                  | 2009                  | 2010                  | 2012                  |
| --------------------- | --------------------- | --------------------- | --------------------- | --------------------- | --------------------- | --------------------- | --------------------- |
| ▲3 966                | ▲5 795                | ▲7 557                | ▲8 968                | ▼3 162                | ▼2 534                | ▼2 402                | ▼2 286                |

## История
Район образован в 1957 году. В результате муниципальной реформы на территории Беринговского района было образовано муниципальное образование Беринговский муниципальный район.
При образовании Беринговского района районным центром первоначально был пгт Нагорный, который находился на сопке, а в 7 км восточнее от него, на берегу Берингова моря находился пгт Беринговский. В Нагорном была шахта по добыче угля-антрацита, в Беринговском был морской порт и аэропорт. В 2000 году центр района переместили в пгт Беринговский, а пгт Нагорный был упразднён и включён в черту нового райцентра.
30 мая 2008 года Законом Чукотского автономного округа № 41-ОЗ Анадырский и Беринговский районы были объединены в Центральный район с центром в посёлке Угольные Копи.
18 ноября 2008 года Законом Чукотского автономного округа № 145-ОЗ Центральный район был переименован в Анадырский район.
В соответствии с Законом Чукотского автономного округа от 24 ноября 2008 года № 148-ОЗ «О статусе, границах и административных центрах муниципальных образований на территории Анадырского муниципального района Чукотского автономного округа» административным центром муниципального образования Анадырский район был вновь определён город Анадырь.
Законом Чукотского автономного округа от 26 мая 2011 года № 44-ОЗ, Беринговский район, как административно-территориальное образование, был упразднён и его территория вошла в состав административно-территориального образования Анадырский район.